# Kanton Rieumes
Rieumes is een voormalig kanton van het Franse departement Haute-Garonne. Het kanton maakte deel uit van het arrondissement Muret. Het werd opgeheven bij decreet van 13 februari 2014 met uitwerking op 22 maart 2015. De gemeenten werden toegevoegd aan het kanton Cazères.

## Gemeenten
Het kanton Rieumes omvatte de volgende gemeenten:
- Beaufort
- Bérat
- Forgues
- Labastide-Clermont
- Lahage
- Lautignac
- Monès
- Montastruc-Savès
- Montgras
- Le Pin-Murelet
- Plagnole
- Poucharramet
- Rieumes (hoofdplaats)
- Sabonnères
- Sajas
- Savères